# Färg och Form
Färg och Form var ett konstgalleri och en försäljningsorganisation för konst i Stockholm mellan 1932 och 2002.

## Historia
Färg och Form startade under den ekonomiska 1930-talskrisen, då konstnärernas ekonomiska situation hade blivit kärv. Den bildades som en förening för att konstnärerna skulle få en egen direkt försäljningskanal till köparna. Initiativtagare var 14 målare och bildhuggare, som samlats till ett möte den 23 maj 1932 på källaren Freden. I gruppen fanns bland andra Bror Hjorth, Vera Nilsson, Sven "X:et" Erixson och Gunnar Svenson. Bror Hjorth var föreningens förste ordförande. För den ekonomiska hanteringen anlitades konstälskaren och direktören i Olsson & Rosenlund Fritz H. Eriksson. 1934 kompletterades föreningen med ett försäljningsbolag, i vilket prins Eugen och direktören Torsten Laurin var de första aktietecknarna. 
Gruppen kring Färg och Form var inte en samling konstnärer med ett gemensamt program. Medlemmar i gruppen beskrevs som bland annat kolorister, primitivister, vitalister och naivister. Medlemmarna och antalet växlade under årens lopp, men många av Sveriges dåtida stora konstnärer var med i gruppen. Gruppens namn anspelar troligen på August Brunius bok Färg och Form från 1913
Färg och Form hade egen utställningslokal, Galleri Färg och Form, som först låg vid Stureplan i Stockholm, galleriet flyttades efter ett par år till Malmtorgsgatan vid Brunkebergstorg och senare på 1970-talet tillbaka till Sturegatan. Galleriet har haft många uppmärksammade utställningar. I april 1935, då galleriet hade flyttat till Malmtorgsgatan, blev Bror Hjorth anmäld för polisen av en grosshandlare i Djursholm för sårande av tukt och sedlighet. Hjorth plockade efter polisbesök bort fyra skulpturer och utställningen blev efter detta en publiksuccé. 1947 års män, en grupp konkretister, hade också sin första utställning Ung konst i galleriet.
Galleriet stängde efter 70 års verksamhet i juni 2002. 
| ”             | Det är främst Färg och Form-gruppens verksamhet och intentioner, som kommit att prägla vår bild av det svenska 30-talsmåleriet. Med sina individuella nyanser verkade de som banbrytare för en ny dramatisk färgkonst och för ett socialt måleri och där teoretiserandet fick stå tillbaka för en målerisk berättarglädje, mera behärskad hos några och spontan och ivrig hos andra. | „ |
| – Gösta Lilja | |   |

| ”                                                              | Man turades om att hålla vakt och taga emot den köplystna allmänheten, och hände det någon gång att konstnärerna inte själva hade tillfälle och tid därtill, ersattes de av sina fruar, fästmör eller flammor, vilket inte saknade sitt behag. | „ |
| – Ragnar Hoppe i utställningskatalog, Göteborgs konsthall 1956 | |   |

## Medlemmar i urval
- Albin Amelin
- Victor Axelson
- Gideon Börje
- Ture Dahlö
- Martin Emond
- Sven "Xet" Erixson
- Lars Florén
- Helge Franzén
- Hjalmar Grahn
- Eric Hallström
- Knut Hanqvist
- Bror Hjorth
- Johan Johansson
- Alf Munthe
- Nils Möllerberg
- Ivan Ivarson
- Hilding Linnqvist
- Nils Möllerberg
- Axel Nilsson
- Nils Nilsson
- Vera Nilsson
- William Nording
- Torsten Palm
- Patrik Reutersvärd
- Fritiof Schüldt
- Gunnar Svenson
- Frans Timén
- Hugo Zuhr